# Mychothenus caspicus
Mychothenus caspicus là một loài bọ cánh cứng trong họ Endomychidae. Loài này được Reitter miêu tả khoa học năm 1884.